# Prix Gélinotte
Groupe II
Le prix Gélinotte est une course hippique de trot attelé se déroulant au mois de janvier sur l'hippodrome de Vincennes.
C'est une course de Groupe II réservée aux pouliches de 3 ans, ayant gagné au moins 3 000 €.
Nommée en mémoire de Gélinotte, l'une des plus célèbres championnes de l'histoire des courses, elle se court sur la distance de 2 175 mètres (2 700 mètres avant 2023, grande piste), départ volté. L'allocation s'élève à 120 000 €, dont 54 000 € pour le vainqueur. Son équivalent pour les mâles est le prix Maurice-de-Gheest se déroulant la veille.

## Palmarès depuis la création en 1992
| Année | Vainqueur          | Père              | Driver               | Entraîneur            | Distance | Réd.km |
| ----- | ------------------ | ----------------- | -------------------- | --------------------- | -------- | ------ |
| 2025  | Melba du Gers      | Prodigious        | Jean-Michel Bazire   | Nicolas Bazire        | 2 175 m  | 1'15"  |
| 2024  | Louisiane de Bomo  | Ready Cash        | Benjamin Rochard     | William Bigeon        | 2 175 m  | 1'13"5 |
| 2023  | Kalamity d'Héripré | Un Mec d'Héripré  | Franck Nivard        | Fabrice Souloy        | 2 175 m  | 1'13"  |
| 2022  | Jazzy Perrine      | Django Riff       | Éric Raffin          | Tomas Malmqvist       | 2 700 m  | 1'17"4 |
| 2021  | Inoubliable        | Prodigious        | Jean-Philippe Dubois | Philippe Moulin       | 2 700 m  | 1'16"3 |
| 2020  | Havana d'Aurcy     | Royal Dream       | Jean-Michel Bazire   | Jean-Michel Bazire    | 2 700 m  | 1'16"2 |
| 2019  | Green Grass        | Bold Eagle        | Gabriele Gelormini   | Sébastien Guarato     | 2 700 m  | 1'15"6 |
| 2018  | Fly With Us        | Ready Cash        | Éric Raffin          | Philippe Allaire      | 2 700 m  | 1'15"9 |
| 2017  | Eléa Madrik        | Goetmals Wood     | William Bigeon       | William Bigeon        | 2 700 m  | 1'15"  |
| 2016  | Diva du Mouchel    | The Best Madrik   | Franck Nivard        | Franck Leblanc        | 2 700 m  | 1'20"8 |
| 2015  | Clairefontaine     | Quido du Goutier  | Bertrand Le Beller   | Bertrand Le Beller    | 2 700 m  | 1'15"5 |
| 2014  | Be My Girl         | Love You          | Jos Verbeeck         | Philippe Allaire      | 2 700 m  | 1'16"1 |
| 2013  | Axelle Dark        | Ready Cash        | Jos Verbeeck         | Philippe Allaire      | 2 700 m  | 1'16"  |
| 2012  | Vanika du Ruel     | Jardy             | Franck Anne          | Franck Anne           | 2 700 m  | 1'17"4 |
| 2011  | Upper Class        | Indy de Vive      | Johanna Lindqvist    | Philippe Allaire      | 2 700 m  | 1'16"2 |
| 2010  | Texas Style        | Goetmals Wood     | Louis Baudron        | Louis Baudron         | 2 700 m  | 1'16"3 |
| 2009  | Sanawa             | Jeanbat du Vivier | Bernard Piton        | Philippe Allaire      | 2 700 m  | 1'17"6 |
| 2008  | Return Money       | Corot             | Thierry Duvaldestin  | Thierry Duvaldestin   | 2 700 m  | 1'16"8 |
| 2007  | Qualita Bourbon    | Love You          | Jean-Pierre Dubois   | Jean-Pierre Dubois    | 2 700 m  | 1'17"2 |
| 2006  | Pearl Queen        | Carpe Diem        | Thierry Duvaldestin  | Thierry Duvaldestin   | 2 700 m  | 1'16"9 |
| 2005  | Orphéa de Nay      | Caribou du Ranch  | Jorma Kontio         | Fabrice Souloy        | 2 175 m  | 1'15"2 |
| 2004  | Nina Madrik        | In Love With You  | Jean-Michel Bazire   | Fabrice Souloy        | 2 175 m  | 1'17"1 |
| 2003  | Mahana             | Défi d'Aunou      | Jean-Pierre Dubois   | Jean-Pierre Dubois    | 2 175 m  | 1'17"  |
| 2002  | Let's Go Darling   | Coktail Jet       | Jean-Pierre Dubois   | Jean-Pierre Dubois    | 2 175 m  | 1'16"5 |
| 2001  | Kelle Île          | Don Paulo         | Franck Anne          | Franck Anne           | 2 175 m  | 1'16"  |
| 2000  | Jonquille du Rib   | Tout Bon          | Joël Hallais         | Joël Hallais          | 2 175 m  | 1'16"7 |
| 1999  | Island Dream       | Coktail Jet       | Jean-Pierre Dubois   | Jean-Pierre Dubois    | 2 175 m  | 1'16"9 |
| 1998  | Harlotta           | And Arifant       | Jean-Étienne Dubois  | Jean-Étienne Dubois   | 2 175 m  | 1'16"3 |
| 1997  | Gipsa d'Urzy       | Workaholic        | Jean-Michel Bazire   | Pierre-Desiré Allaire | 2 100 m  | 1'17"5 |
| 1996  | Fleur du Rib       | Sancho Pança      | Joël Hallais         | Joël Hallais          | 2 100 m  | 1'17"4 |
| 1995  | Exotiqua           | Le Ham            | Pierre Vercruysse    | Éric Prudhon          | 2 100 m  | 1'17"7 |
| 1994  | Darling de Bougy   | Landoas           | Jean-Pierre Lefèbvre | Jean-Pierre Lefèbvre  | 2 100 m  | 1'18"4 |
| 1993  | Classe de Tillard  | Workaholic        | Jean-Claude Hallais  | Jean-Claude Hallais   | 2 100 m  | 1'18"4 |
| 1992  | Bluette d'Hilly    | Bellouet          | Jean-Étienne Dubois  | Jean-Étienne Dubois   | 2 300 m  | 1'18"3 |